# ناثان أغار
ناثان أغار أو ناث أغار (بالإنجليزية: Nathan Agar)‏، من مواليد 26 يوليو 1887، وتوفي بتاريخ 24 يونيو 1978، هو لاعب كرة قدم إنجليزي أمريكي محترف، وكان يلعب مركز مهاجم، لم ينضم للمنتخب الإنجليزي أو الأمريكي طوال حياته.